# Mistica renana

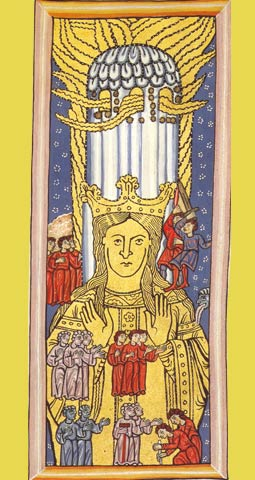
Santa Ildegarda, progenitrice del movimento.

La mistica renano-fiamminga, a volte chiamata mistica domenicana o mistica tedesca (in tedesco Deutsche Mystik), fu un movimento mistico cristiano del Basso Medioevo, particolarmente importante all'interno dell'ordine domenicano e in Germania. 
Anche se le sue origini risalgono a Ildegarda di Bingen, la mistica renana è rappresentata soprattutto da Meister Eckhart, Giovanni Taulero ed Enrico Suso. Altre figure importanti sono Rulman Merswin e Margaretha Ebner e il gruppo mistico medioevale degli Amici di Dio.

## Descrizione
Spesso questo movimento sembra assumere una posizione contrastante con la Scolastica e la teologia tedesca, ma il rapporto tra scolastica e misticismo tedesco è dibattuto. Considerando il movimento come precedente della riforma, il contrasto diventa molto evidente. Per esempio, l'uso del vernacolo si pone in netto contrasto con il latino obbligatorio degli scolastici, la maggiore attenzione per la laicità è in contrasto con la più sacramentale interpretazione della Chiesa, e questi elementi sono entrambi ripresi e trasformati,ma pure travisati, da Martin Lutero. La mistica tedesca può essere vista anche come un'applicazione pratica della Scolastica. Più conosciuto per i suoi famosi sermoni in tedesco, Meister Eckhart scrisse anche, in latino, una lunga esposizione filosofica degli stessi insegnamenti. Alcuni studiosi lo hanno considerato un tomista piuttosto ortodosso, il cui misticismo deriva naturalmente dagli insegnamenti ufficiali, anche se attraverso le idiosincrasie proprie di Eckhart.
Alcune caratteristiche del movimento:
- Attenzione per i laici e per i chierici
- Enfasi sull'istruzione e sulla predicazione
- Scarsa considerazione per l'ascetismo
- Attenzione per il Nuovo Testamento piuttosto che per l'Antico Testamento
- Attenzione per il Cristo piuttosto che per la Chiesa
- Uso del tedesco e dell'olandese vernacolari piuttosto che del latino

Alcuni esponenti del movimento furono criticati dalla Chiesa e accusati di eterodossia o di avere opinioni eretiche.
Il movimento influenzò la successiva Riforma protestante, e anche filosofi quali Schopenhauer e Wittgenstein.